# Tillandsia spiculosa
Tillandsia spiculosa là một loài thực vật có hoa trong họ Bromeliaceae. Loài này được Griseb. miêu tả khoa học đầu tiên năm 1865.